# Kenta Kobayashi
Kenta Kobayashi (小林健太 Kobayashi Kenta?) (12 de marzo de 1981), es un luchador profesional japonés que actualmente trabaja para New Japan Pro-Wrestling (NJPW) bajo el nombre de Kenta (usualmente estilizado en mayúsculas como KENTA). Es conocido por haber trabajado para la WWE bajo el nombre de Hideo Itami en su territorio de desarrollo NXT y en la marca 205 Live. También es conocido por su paso por Pro Wrestling Noah. 
Dentro de sus logros, fue una vez campeón mundial al ser una vez Campeón Peso Pesado de la GHC, en NJPW ha sido una vez Campeón Peso Pesado de los Estados Unidos de IWGP, dos veces Campeón Peso Abierto de STRONG de la NJPW, una vez  Campeón de Peso Abierto NEVER y ganador de la New Japan Cup USA de 2020. 
A lo largo de su carrera como luchador profesional ha ganado varios títulos entre ellos el GHC Junior Heavyweight Championship en tres ocasiones, como también ha sido campeón en parejas del GHC Junior Heavyweight Tag Team Champions en 2 ocasiones; la primera vez siendo los primeros campeones en pareja con su compañero y rival, Naomichi Marufuji, quienes resultaron como dueños de las correas por casi dos años. También ha sido campeón con su segundo, Taiji Ishimori.
También en 2013 participó en el Torneo latinoamericano de lucha libre representando a Japón y Pro Wrestling Noah, donde se coronó como el primer campeón del torneo.
Inició su carrera en All Japan Pro Wrestling (AJPW), aunque la promoción que en la que se hace de un nombre es NOAH, su destino previo a la renuncia de los luchadores de AJPW, pero debido a la relación de NOAH con la Global Professional Wrestling Alliance, una organización corporativa de promociones mundiales, permitió a sus competidores aventurarse a otras compañías, luchando mayoritariamente en la promoción Estados Unidos Ring of Honor (ROH).
Inicialmente apareció luchando bajo su nombre real, pero temiendo una posible confusión con su mentor Kenta Kobashi, se despojó de su apellido, para usar solamente su nombre, que se escribe en letras mayúsculas.

## Carrera

### Pro Wrestling NOAH (2000-2009)

#### 2000-2002
Antes de ser luchador profesional, Kobayashi participó en actividades atléticas como el baseball y el kickboxing: este último le dio su estilo de lucha, la que generalmente llaman shoot style. Kobayashi debutó como luchador profesional el 24 de mayo del 2000 contra su futuro rival y aliado Naomichi Marufuji, en All Japan Pro Wrestling (AJPW) para competir en la división peso crucero. Pero no se mantuvo en la compañía ya que Mitsuharu Misawa, presidente de AJPW en aquel entonces, abandonó el cargo para luego formar su propia compañía, Pro Wrestling Noah. Uno de los puntos a los que Misawa le tomó importancia en su nueva promoción fue la división Junior Heavyweight (crucero), que nunca fue tratada con mayor importancia en AJPW a pesar del éxito en otras compañías. Dejado de lado la acción por severas lesiones durante el primer año, Kobayashi regresa al ring en julio del 2001, esta vez bajo el nombre de KENTA.
La primera participación de KENTA en una pelea titular ocurrió cuando Naomichi Marufuji tuvo que dejar vacante el título GHC Junior Heavyweight Championship tras una seria lesión en la rodilla; KENTA participó en el torneo para coronar a un nuevo campeón, avanzando a las finales al derrotar a Kotaro Suzuki y Tsuyoshi Kikuchi antes de perder contra Yoshinobu Kanemaru en el evento Navigation with Breeze Tour. Después de su paso por el torneo, KENTA se hizo más popular, y se alió con su mentor, Kenta Kobashi, en su facción, Burning.

#### 2003-2005
El 1 de marzo de 2003, KENTA y Noamichi Marufuji lucharon por primera vez en equipo contra Makoto Hashi y Yoshinobu Kanemaru, y obteniendo la victoria. Continuaron luchando en equipo, lo que les permitió participar en un torneo para coronarse los primeros Campeones del GHC Junior Heavyweight Championship durante el evento Accomplish Our Third Navigation tour; logrando la victoria al derrotar a los veteranos pesos crucero Jushin Liger y Takehiro Murahama en la final, el 16 de julio. Mientras defendían los títulos en pareja, KENTA continuaba su camino con la esperanza de ganar el GHC Junior Heavyweight en una lucha, que perdió contra Takashi Sugiura.

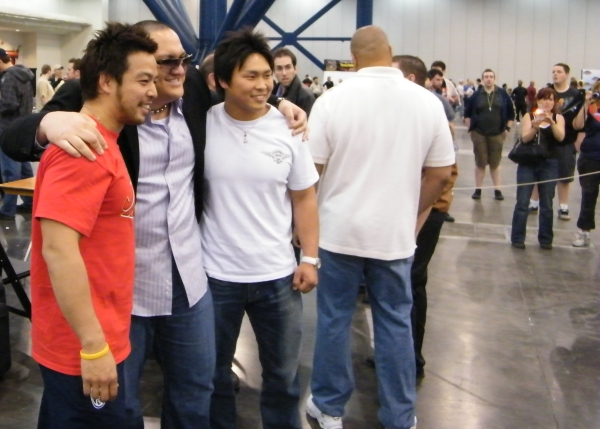
Kenta (lejos ala izquierda) junto a Samoa Joe y Katsuhiko Nakajima.

Como recompensa por su desempeño en el ring, KENTA se ganó un lugar en una serie de siete peleas que servirían de prueba para ver si se merecía la oportunidad de retar a otros luchadores mejor establecidos en la marca y así elevar su estatus a nivel mundial. KENTA comienza la serie de peleas de prueba en el tour First Navigation, derrotando a Juventud Guerrera. Luego perdió contra Yoshinari Ogawa y contra Jun Akiyama. La pelea final de la serie fue una derrota contra Marufuji en octubre de 2004. Mientras la serie de peleas progresaba, KENTA y Marufuji hicieron varias defensas de sus títulos en parejas contra varios luchadores: El Samurai y Ryusuke Taguchi, Yoshinari Ogawa y Kotaro Suzuki, Suzuki y Ricky Marvin, Marvin y Suwa y, en el primer evento de NOAH en el Tokyo Dome, contra Kendo Kashin y Takashi Sugiura. Su reinado como campeones duró casi dos años hasta que perdieron contra la pareja formada por Kanemaru y Sugiura.
El primer feudo importante de KENTA en singles empezó en marzo del 2005 siguiendo una disputa con SUWA, que llevó a una serie de confrontaciones entre los dos, incluyendo una violenta pelea que terminó con su oponente siendo descalificado por atacar al réferi. Luego de esto KENTA obtiene una nueva oportunidad para pelear por el Junior Heavyweight title contra Yoshinobu Kanemaru el 18 de julio, donde ganó el título. Hizo su primera defensa dos meses después contra SUWA, y luego contra Kotaro Suzuki como su alter ego, Mushiking Terry. Simultáneamente, KENTA empieza a hacer equipo con Katsuyori Shibata como The Takeover, buscando ganar el GHC Tag Team Championship, el título en parejas peso pesado de la compañía.
El 5 de marzo del 2006, KENTA enfrenta un reto mayor contra Kenta Kobashi, donde es derrotado tras recibir un Burning Hammer. Esta pelea fue seguida de una derrota por el Junior Heavyweight title el 4 de junio contra Takashi Sugiura. KENTA dirige luego su atención hacia el GHC Heavyweight Championship, retando a Naomichi Marufuji, perdiendo en una pelea que mereció numerosos premios y elogios por parte de la prensa especializada.

#### 2007-2009
KENTA estuvo la mayor parte de 2007 en Noah luchando peleas de tag team y six-man tag team con Taiji Ishimori y Akitoshi Saito como compañeros. Tuvo mayoritariamente éxito con Ishimori al ambos tener peleas aclamadas por la crítica contra una amplia variedad de rivales, incluyendo luchadores de Ring of Honor (ROH) en préstamo a la compañía debido a un acuerdo de intercambio de talento, la Global Professional Wrestling Alliance (GPWA), entre ROH y Noah: los Briscoe Brothers, Davey Richards, y Bryan Danielson. Al KENTA e Ishimori progresar como equipo, entraron al primer NTV Junior Heavyweight Tag Team Tournament; en las finales derrotaron a Marufuji y Kota Ibushi para ganar el torneo. Luego retaron a los poseedores del GHC Junior Heavyweight Tag Team title, los luchadores de Dragon Gate BxB Hulk & Shingo Takagi, siendo victoriosos antes de perder los títulos ante Yoshinobu Kanemaru y Kotaro Suzuki., only to defeat the team to win the 2nd NTV Junior Heavyweight Tag Team League Tournament.
Tras esta derrota por los títulos, KENTA vuelve a la competencia en singles derrotando a Bryan Danielson para ganar su campeonato GHC Junior Heavyweight, lo que lo lleva a una pelea con Marufuji, quien ganó el AJPW World Junior Heavyweight Championship, en un intento para unificar los títulos; la pelea terminó en un empate luego de sesenta minutos, quedando los títulos en manos de sus respectivos dueños, la pelea consigue críticas favorables por los medios con algunas pretensiones de ser una Pelea del año. KENTA pierde su título en febrero del 2009 en una pelea interpromocional contra otro miembro de la GPWA, la Kensuke Office, Katsuhiko Nakajima, para luego recuperarlo el mes siguiente. En octubre Kobayashi se ve obligado a dejar vacante su título tras sufrir una lesión en la rodilla.

### Ring of Honor (2005-2009)

#### 2005-2006
Además de participar en Pro Wrestling NOAH, KENTA ha logrado competir en los Estados Unidos con otros miembros de la GPWA. Su primera participación en el país fue en Ring of Honor, en la final del Battle 2005, como favorito del público, defendió el GHC Junior Heavyweight contra Low Ki. regresó a la compañía al año siguiente para el evento del 25 de marzo Best in the World en Nueva York, donde junto con Naomichi Marufuji derrotaron al equipo de Samoa Joe y el campeón del ROH World Championship Bryan Danielson después de que KENTA aplicara su finisher el Go 2 Sleep a Danielson. KENTA regresó, nuevamente, para evento In Your Face participando en una pelea de triple amenaza contra Joe y Danielson, que terminó de manera muy similar
La primera derrota de KENTA en la compañía fue en una lucha en parejas, donde su compañero de equipo Davey Richards fue planchado, en su lucha contra los Briscoe Brothers. lo que los llevó a una serie de luchas uno contra el otro, así como al reclutamiento de nuevos compañeros de equipo En Glory by Honor V: Night 2 KENTA recibe otra lucha contra Danielson por el ROH World title, en la que se vio obligado a rendirse ante el finisher de Danielson, el Cattle Mutilation.

#### 2007-2009
KENTA regresó al Ring of Honor el 11 de marzo del año siguiente contra Delirious con una victoria. Ring of Honor hace su debut en eventos pay per view con, Respect is Earned, formando equipo con Nigel McGuinness contra Danielson y Takeshi Morishima siendo derrotados; luego de esta lucha, KENTA participa varios meses con la compañía compitiendo contra rivales, Davey Richards y su grupo, los No Remorse Corps. KENTA hace su siguiente aparición en el tour Glory By Honor VI; la primera noche forma equipo con el campeón del GHC Heavyweight Championship Mitsuharu Misawa contra Takeshi Morishima y Naomichi Marufuji, la pelea terminó en un empate al rebasar el límite de 30 minutos. La noche siguiente KENTA lucha en contra de Misawa por the GHC Heavyweight Championship siendo derrotado.
KENTA vuelve el 2009 para luchar contra el campeón del ROH World title, Nigel McGuinness siendo derrotado en el show del séptimo aniversario de la compañía. Regresa un par de semanas después para retar a Davey Richards una vez más, así como hacer su segunda aparición en un evento pay per view en Take No Prisoners haciendo equipo con Tyler Black en contra de Katsuhiko Nakajima y Austin Aries. Kobayashi estaba programado para regresar a ROH en noviembre del 2009, pero tuvo que cancelar su participación tras una lesión a la rodilla.

### WWE (2014-2019)

#### NXT Wrestling (2014-2017)

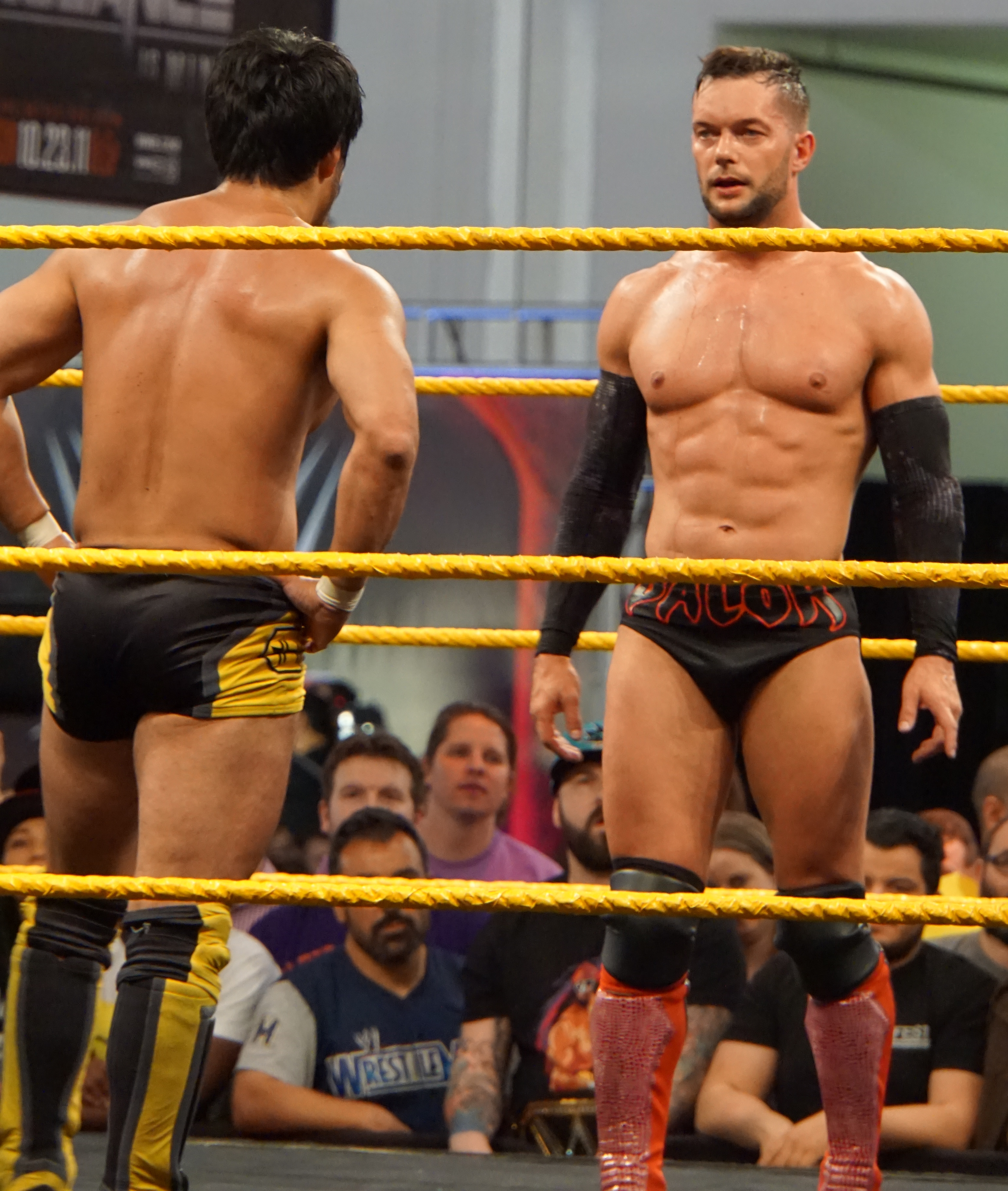
Itami junto a Finn Bálor en WrestleMania 31 Axxess.

El 27 de enero de 2014, Kenta junto a Noah Blessing, entraron a la WWE en el Performance Center de Orlando, Florida para una prueba. En un comunicado de prensa, Kenta afirmó que aún no había podido firmar un contrato con la WWE, pero que quería cumplir un sueño de poder pelear en la WWE. El 27 de junio, Tokyo Sports informó que Kenta había firmado un contrato con la WWE y su contrato sería anunciado oficialmente el 12 de julio. Durante el evento de WWE el 12 de julio en Osaka, la WWE anunció oficialmente el contrato que Kenta había firmado durante un segmento en el ring junto a Hulk Hogan. KENTA hizo su debut el 11 de septiembre en NXT Take Over: Fatal 4 Way, donde se dio a conocer ahora bajo el nombre de Hideo Itami, pero fue interrumpido por The Ascension a quienes confrontó sacando del ring, iniciando su primer feudo en la empresa. Itami hizo su debut en WWE el 18 de septiembre en un episodio de NXT, donde derrotó a Justin Gabriel, pero después de la lucha fue atacado por The Ascension. Itami se desquitó de The Ascension en su revancha por el título en parejas contra Lucha Dragons, tras distraerlos y costarles la lucha, la siguiente semana debió enfrentar a Viktor pero la lucha nunca se dio, debido al ataque de ambos miembros de The Ascension sobre él.
El 6 de noviembre, Itami presentó a su compañero Finn Balor con el que confrontó a The Ascension. El 26 de marzo de 2015 ganó un torneo en WrestleMania Axxess para entrar al Battle Royal en honor a André the Giant, en el kick-off de WrestleMania , pero no logró ganar siendo Big Show el ganador. El 29 de abril en fue anunciado para una triple amenaza entre el Tyler Breeze y Finn Balor para ser el contendiente n° 1 al Campeonato de NXT en NXT Takeover: Unstoppable, pero antes del evento fue atacado en el estacionamiento siendo lesionado del hombro y teniendo que ser sacado de la lucha. Después tuvo que ser operado, permaneciendo inactivo durante 4 meses. En su recuperación, tuvo una aparición especial en The Beast in the East junto a Tatsumi Fujinami.
El 3 de agosto en NXT, hizo su regreso, derrotando a Sean Mulata. El 17 de agosto en NXT, derrotó a Mustafá Alí. En NXT Takeover: Brooklyn II, apareció para defender a No Way Jose de los ataques de Austin Aries, al que aplicó un G2S.

#### 205 Live (2017-2019)
Itami debutó en Raw el 18 de diciembre de 2017 haciendo equipo con Finn Bálor para enfrentarse a Bo Dallas & Curtis Axel, combate que ganarían más tarde. En el episodio de Raw del 25 de diciembre, Itami derrotó a The Brian Kendrick, lesionándolo después de ejecutarle su Go To Sleep, lo que desembocaría en una rivalidad con el compañero de equipo de Kendrick, Gentleman Jack Gallagher. Estos dos se enfrentarían posteriormente en el episodio de 205 Live del 26 de diciembre, resultando Itami ser el ganador. En el episodio de 205 Live del 2 de enero de 2018, volvió a enfrentarse a Jack Gallagher en un combate de revancha, aunque este último atacó a Itami con un paraguas y un tubo antes de empezar el combate. El 23 de enero en 205 Live, Itami derrotó a Gallagher, terminando su rivalidad.
En el episodio del 6 de febrero de 205 Live, Itami fue derrotado por Roderick Strong en la primera ronda del Torneo por el Campeonato Peso Crucero. Tras eso, Itami empezó a formar equipo con su compatriota Akira Tozawa y empezaron una rivalidad con Gran Metalik y Lince Dorado, que terminó cuando perdieron un Tornado Tag Team Match en la edición del 17 de abril de 205 Live después de que Tozawa atacara accidentalmente a Itami. Después de perder otro combate, esta vez ante The Brian Kendrick y Gentleman Jack Gallagher, Itami empujó a Tozawa, causando su separación como equipo. La siguiente semana en 205 Live, Itami derrotó a Tozawa, terminando su rivalidad. Durante el verano, Itami estuvo involucrado en una rivalidad por el Campeonato Peso Crucero, enfrentándose al campeón Cedric Alexander en el episodio del 10 de julio de 205 Live, pero fue derrotado. Después, empezó una rivalidad con Mustafa Ali, la cual terminó en un Falls Count Anywhere Match en el episodio del 24 de octubre de 205 Live, el cual Itami perdió. 
El 2 de enero de 2019, derrotaría a Cedric Alexander para clasicarse a la Fatal 4-Way Match por el Campeonato Peso Crucero en Royal Rumble, en el 21 de enero derrotó a Kalisto & a Akira Tozawa en una Triple Threat Match, ya en la Fatal 4-Way Match en Royal Rumble entre el campeón Buddy Murphy, Akira Tozawa y Kalisto, la cual perdió después de que Murphy le hiciese la cuenta de tres a Itami. El 29 de enero en 205 Live, se enfrentaría por última vez a Akira Tozawa, perdiendo nuevamente. Ese mismo día, Itami pidió la rescisión de su contrato con la compañía después de 5 años en ella, la cual le fue concedida. Finalmente el 22 de febrero, WWE hizo oficial su salida de la empresa.

### Circuito independiente (2019-presente)
El 17 de abril de 2019, se anunció que Kenta aparecería en el Torneo de Supervivencia 4 de Game Changer Wrestling (GCW) el 1 de junio de 2019.

### New Japan Pro-Wrestling (2019-presente)
El 9 de junio en Dominion 6.9 in Osaka-Jo Hall, Kenta hizo una aparición sorpresa junto con Katsuyori Shibata en la New Japan Pro-Wrestling anunciando su intención de participar en el torneo de G1 Climax 29. El 6 de julio en su primera lucha en NJPW, derrotó a Kota Ibushi como parte del torneo; Al continuar participando en el evento, se mantuvo invicto en su lucha individual y sin anclar y sin someter por más de un mes y medio, derrotando a Hiroshi Tanahashi, Lance Archer y Evil antes de sufrir su primera derrota contra el Campeón de Peso Pesado de la IWGP Kazuchika Okada.
El 12 de agosto se une como nuevo miembro del Bullet Club, traicionando a Yoshi-Hashi y a Tomohiro Ishii, cambiando a Heel por primera vez en Japón.
En Wrestle Kingdom 15, derrotó a Satoshi Kojima y retuvo su oportunidad por el Campeonato Peso Pesado de los Estados Unidos de la IWGP. En NJPW Strong: Lion's Break Contender, junto a El Phantasmo & Hikuleo derrotaron a Fred Rosser, Lio Rush & TJP, después del combate fue atacado por el Campeón Peso Pesado de los Estados Unidos de la IWGP Jon Moxley que hacía su regreso.

### All Elite Wrestling (2021)
Kenta hizo una aparición sorpresa para All Elite Wrestling (AEW) en el evento Beach Break el 3 de febrero de 2021, atacando a Jon Moxley. Está listo para luchar en su combate debut para AEW el 10 de febrero en el episodio de Dynamite, donde formará equipo con Kenny Omega para enfrentarse a Moxley y Lance Archer en un combate por equipos de Falls Count Anywhere.

## En lucha
- Movimientos finales
  - Como Hideo Itami
    - Diving foot stomp[41] – 2014
    - GTS – Go-To-Sleep (Fireman's Carry Knee Strike)[5][53][54] – 2015–presente; innovado
    - Shotgun Kick (Running single leg front dropkick) – 2015–2016
    - Corkscrew roundhouse kick a un oponente arrodillado[55][56] – 2014
    - Spinning inverted Facelock single knee facebreaker — 2018—presente

  - Como Kenta
    - Busaiku he no Hizageri[57] / Busaiku Knee Kick (Stiff Running Single leg High Knee)[57]
    - Game Over (Omoplata crossface) – 2011–2014
    - Go 2 Sleep (Fireman's carry knee strike)[57] ;[58] innovado
    - Octopus hold[3]

- Movimientos de firma
  - Kotobu Kick[6] (Roundhouse kick a la cabeza del oponente)
  - KENTA Rush / Strike Combination[6] (Sucesión de múltiples slaps, spinning open-handed backfist y roundhouse kick a la cabeza del oponente)
  - Inverted Go 2 Sleep (Argentine knee strike a la nuca del oponente)  - 2004-presente; innovado
  - Camel clutch
  - Cloverleaf
  - Cutter
  - Death Valley driver
  - Flapjack cutter
  - Fisherman brainbuster,[6] a veces desde una posición elevada
  - Múltiples stiff roundhouse kicks a un oponente arrodillado[59]
  - Neckbreaker slam
  - Running arched big boot
  - Scoop slam
  - Sitout powerbomb[6]
  - Sitout suplex slam,[6] a veces desde una posición elevada
  - Slingshot leg drop[6]
  - Springboard dropkick
  - STF
  - Tornado DDT seguido de flapjack hangman
  - Triangle choke
  - Turnbuckle powerbomb
  - Varios tipos de suplex:
    - Bridging double chickenwing[6]
    - Bridging German
    - Double underhook

## Campeonatos y logros
- New Japan Pro-Wrestling

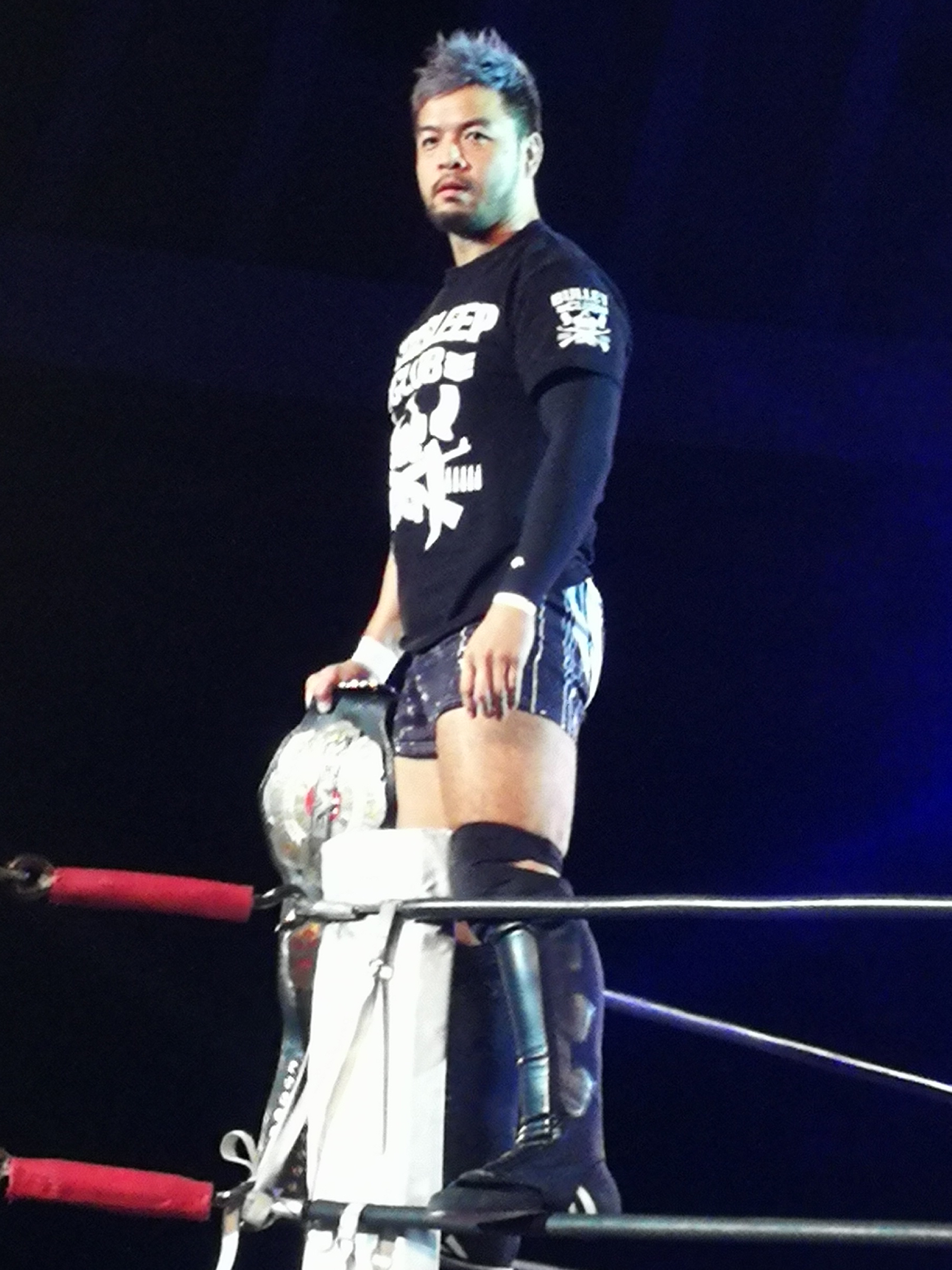
Kenta como Campeón de Peso Abierto NEVER.

  - IWGP United States Heavyweight Championship (1 vez)
  - NEVER Openweight Championship (1 vez)
  - IWGP Tag Team Championship (2 veces) – con Chase Owens.
  - NJPW Strong Openweight Championship (2 veces)
  - New Japan Cup USA (2020)

- Pro Wrestling NOAH
  - GHC Heavyweight Championship (1 vez)
  - GHC Junior Heavyweight Championship (3 veces)
  - GHC Tag Team Championship (1 vez) – con Maybach Taniguchi
  - GHC Junior Heavyweight Tag Team Championship (3 veces) – con Naomichi Marufuji (1),[60] Taiji Ishimori (1) y Yoshinobu Kanemaru (1)
  - Differ Cup Tag Tournament (2005) – con Naomichi Marufuji
  - NTV Cup (2007) – con Taiji Ishimori
  - NTV Cup (2008) – con Taiji Ishimori

- Pro Wrestling Illustrated
  - Situado en el Nº65 en los PWI 500 de 2005[61]
  - Situado en el Nº36 en los PWI 500 de 2006[62]
  - Situado en el Nº45 en los PWI 500 de 2007[63]
  - Situado en el Nº97 en los PWI 500 de 2008[64]
  - Situado en el Nº74 en los PWI 500 de 2009[65]
  - Situado en el Nº132 en los PWI 500 de 2010[66]
  - Situado en el Nº173 en los PWI 500 de 2011[67]
  - Situado en el Nº174 en los PWI 500 de 2012[68]
  - Situado en el Nº22 en los PWI 500 de 2013[69]
  - Situado en el Nº32 en los PWI 500 de 2014[70]
  - Situado en el Nº38 en los PWI 500 de 2015[71]
  - Situado en el Nº156 en los PWI 500 de 2017[72]
  - Situado en el Nº133 en los PWI 500 de 2018[73]
  - Situado en el Nº58 en los PWI 500 de 2020[74]
  - Situado en el Nº199 en los PWI 500 de 2021[75]
  - Situado en el Nº136 en los PWI 500 de 2022[76]
  - Situado en el Nº40 en los PWI 500 de 2023[77]

- Tokyo Sports Grand Prix
  - Premio técnico (2011)
  - Lucha del año (2006) contra Naomichi Marufuji el 29 de octubre

- Wrestling Observer Newsletter awards
  - Mejor Maniobra de Lucha (2006, 2007) Go 2 Sleep
  - Equipo del año (2003, 2004) con Naomichi Marufuji
  - Situado en Nº4 del WON Luchador más destacado de la década (2000–2009)[78]
  - Situado en Nº2 del WON Mejor pareja de la década (2000–2009), con Naomichi Marufuji[78]